# Pentathlon féminin aux Jeux olympiques d'été de 1964
Navigation
Mexico 1968
L'épreuve du pentathlon féminin aux Jeux olympiques de 1964 s'est déroulée les 16 et 17 octobre 1964 au Stade olympique national de Tokyo, au Japon.  Elle est remportée par la Soviétique Irina Press.
Le pentathlon féminin se dispute pour la première fois dans le cadre des Jeux olympiques.